# Аюханово
Аюханово (баш. Айыухан) — село в Давлекановском районе Республики Башкортостан Российской Федерации. Входит в состав Раевского сельсовета.

## География

### Географическое положение
Расстояние до:
- районного центра (Давлеканово): 18 км,
- центра сельсовета (Раево): 2 км.
- ближайшей ж/д станции (Давлеканово): 18 км.

## История
В «Списке населенных мест по сведениям 1870 года», изданном в 1877 году, населённый пункт упомянут как деревня Аюханова 1-го стана Белебеевского уезда Уфимской губернии. Располагалась при речке Аркалычикане, вправо от реки Демы, в 80 верстах от уездного города Белебея и в 70 верстах от становой квартиры в деревне Менеуз-Тамак. В деревне, в 101 дворе жили 518 человек (255 мужчин и 263 женщины, татары, тептяри), были мечеть, училище. Жители занимались портняжничеством.

## Население
| 2002 | 2009 | 2010 |
| ---- | ---- | ---- |
| 304  | ↘294 | ↘286 |

Согласно переписи 2002 года, преобладающая национальность — татары (80 %).